# Parapseudes neglectus
Parapseudes neglectus är en kräftdjursart som beskrevs av M. A. Miller 1940. Parapseudes neglectus ingår i släktet Parapseudes och familjen Parapseudidae. Inga underarter finns listade i Catalogue of Life.